# Вовин, Руслан Яковлевич
Русла́н Я́ковлевич Во́вин (1928, Ленинград — 2003, Санкт-Петербург) — советский и российский учёный-психиатр, доктор медицинских наук, профессор, Заслуженный деятель науки Российской Федерации.

## Биография
Родился в Ленинграде в 1928 году. Во время Великой Отечественной войны участвовал в обороне города и был награждён медалью «За оборону Ленинграда».
В 1952 году окончил 1-й Ленинградский медицинский институт имени академика И. П. Павлова. В течение следующих 5 лет работал психиатром в Казахстане. С 1957 года его профессиональная деятельность была связана с Психоневрологическим институтом им. В. М. Бехтерева. Прошёл путь от младшего научного сотрудника до руководителя отделения биологической терапии психически больных, которое он возглавлял с 1976 по 2001 год.
Р. Я. Вовин был одним из ведущих специалистов в области в клинической психиатрии и клинической психофармакологии, создал школу психофармакотерапевтов, сформулировал концепцию закономерностей терапевтического регресса бредовых состояний при шизофрении, исследовал закономерности формирования терапевтической резистентности при эндогенных психозах, что позволило разработать ряд дифференцированных и эффективных подходов для её преодоления.
Им была также впервые разработана оригинальная клинико-биологическая типология дефицитарных состояний при шизофрении, в соответствии с которой в лечебную практику была внедрена система лекарственных и психосоциальных способов компенсации симптомов дефекта. Приоритетными стали и работы Р. Я. Вовина и возглавляемого им коллектива исследователей в области вторичной профилактики фазных аффективных расстройств с использованием антиконвульсантов. В последние годы жизни он уделял большое внимание изучению новых поколений психотропных средств (нейролептиков и антидепрессантов) селективного действия.
Под его руководством было проведено 10 научно-исследовательских работ на кооперационной основе с рядом зарубежных стран, одна из которых по плану ВОЗ. Автор более 210 научных работ, ряд из которых опубликован за рубежом, в том числе 5 монографий и 10 методических рекомендаций. Многократный участник международных форумов. Под руководством Р. Я. Вовина было выполнено 5 докторских и 15 кандидатских диссертаций.
Р. Я. Вовин был членом международной академии «Медицина и психиатрия», Нью-Йоркской академии наук, Европейской ассоциации психиатров, правления Санкт-Петербургского общества психиатров и наркологов. В последнем он возглавлял этический комитет.
В мае 2018 году в ФГБУ «НМИЦ ПН им. В. М. Бехтерева» Минздрава России прошла Всероссийской научно-практической конференции с международным участием «Клиническая психиатрия 21 века: интеграция инноваций и традиций для диагностики и оптимизации терапии психических расстройств», посвящённой памяти профессора Руслана Яковлевича Вовина (90-летию со дня рождения).

## Основные работы
- Авруцкий Г. Я., Вовин Р. Я., Личко А. Е., Смулевич А. Б. Биологическая терапия психических заболеваний. Ленинград: Медицина, 1975. 312 с.
- Вовин Р. Я., Аксёнова И. О. Затяжные депрессивные состояния. Ленинград: Медицина, 1982. 192 с.
- Фармакотерапевтические основы реабилитации психически больных / Под ред. Р. Я. Вовина, Г.-Е. Кюне. Москва: Медицина, 1989. 288 с.
- Шизофренический дефект (диагностика, патогенез, лечение): Коллект. монография. Санкт-Петербург, 1991. 171 с.

## Изобретения
- Способ коррекции апато-абулических состояний при шизофрении. Вовин Р. Я., Голенков А. В., Каменецкий В. К., Лосев Н. А., Фактурович А. Я. Авторское свидетельство SU 1657189 A1, 23.06.1991. Заявка № 4429463 от 23.05.1988[4].
- Способ диагностики эндогенных психозов. Вовин Р. Я., Иванов М. В., Акименко М. А., Разоренов Г. И., Разоренова Т. С., Мазо Г. Э. Патент на изобретение RU 2153290 C1, 27.07.2000. Заявка № 99119542/14 от 16.09.1999.
- Способ диагностики аффективных психозов. Вовин Р. Я., Иванов М. В., Акименко М. А., Мазо Г. Э., Разоренов Г. И., Разоренова Т. С. Патент на изобретение RU 2170056 C1, 10.07.2001. Заявка № 2000113164/14 от 29.05.2000.

## Награды
- Медаль «За оборону Ленинграда»
- Значок «Отличник здравоохранения»
- Заслуженный деятель науки Российской Федерации